# Louise Lombard
Louise Lombard, nata Louise Marie Perkins (Londra, 13 settembre 1970), è un'attrice britannica.

## Biografia
Ha preso lezioni di recitazione quando aveva otto anni, ma perseguì la sua formazione presso la Scuola Trinity Catholic High a Woodford Green. Ha poi studiato letteratura inglese all'Università di Cambridge prima di andare a Londra, per studiare al Central Saint Martins College of Art and Design.
Per quanto riguarda la sua carriera di attrice, Louise Lombard è stata conosciuta nel corso degli anni 1990 per il suo ruolo di Evangeline Eliott nel dramma The House of Eliott. Proseguì con apparizioni in spettacoli come Bodyguards, così come nella serie Metropolis (serie televisiva), e in film come After the Rain e My Kingdom. Nel 1994 è stata nominata dalla rivista People tra le 50 persone più belle al mondo del 1994. Nel 1999 ha recitato nel film TV Ester, con F. Murray Abraham.
Nel 2004 entra a far parte del cast del film Oceano di fuoco - Hidalgo. Nel novembre dello stesso anno, iniziò un ruolo ricorrente nella serie televisiva della CBS, CSI - Scena del crimine nelle stagioni cinque e sei, nel ruolo di Sofia Curtis, un investigatore, la sua prima apparizione nella stagione 5, episodio 7. Nel 2009, è apparsa nel episodio pilota di NCIS: Los Angeles, spin-off della serie che andò in onda durante la sesta Stagione della serie principale NCIS in due episodi di parte "Leggenda Parte 1" e "Part Legend 2". Ha interpretato l'agente speciale Lara Macy responsabile dell'Ufficio Progetti Speciali NCIS a Los Angeles.
Nel 2010 è apparsa come guest star in due serie tv, in un episodio della serie TV Miami Medical, di Jerry Bruckheimer
, e in due episodi della serie TV Stargate Universe, nel ruolo di Gloria Rush. Nel marzo 2011 TVLine ha annunciato che l'attrice riprenderà il ruolo di Sofia Curtis in CSI - scena del crimine nella Stagione 11: Episodio 20, "Padre della sposa", il suo personaggio è stato promosso a vice capo. Nel 2012 è apparsa come guest star nella serie TV The Mentalist, nella Stagione 4: Episodio 16, nel ruolo di Nora Hill.

## Vita privata
Louise era sposata con Stephen Jon (ora divorziati) e hanno due figli Alejandro (nato nel 2005) e Rafaella (nata nel 2010).

## Premi
Nel 1993 ha vinto il premio TV Prize Award, nella categoria Miglior personaggio televisivo estero - Donna

## Filmografia

### Cinema
- Talos - L'ombra del faraone (Tale of the Mummy), regia di Russell Mulcahy (1998)
- L'uomo dal doppio passato, regia di Ben Bolt (2003)
- Oceano di fuoco - Hidalgo (Hidalgo), regia di Joe Johnston (2004)
- Lei è la mia ossessione (Dangerous Lessons), regia di Jacobo Rispa e Damián Romay (2015)
- After 2 (After We Collided), regia di Roger Kumble (2020)
- After 3 (After We Fell), regia di Castille Landon (2021)
- After 4 (After Ever Happy), regia di Castille Landon (2022)
- Oppenheimer, regia di Christopher Nolan (2023)
- After 5 (After Everything), regia di Castille Landon (2023)

### Televisione
- Capital City – serie TV, episodi 1x01, 1x02, 1x03, 1x04 (1989)
- Metropolitan Police (The Bill) – serie TV, episodio 6x17 (1990)
- Casualty – serie TV, episodio 5x12 (1990)
- L'asso della Manica (Bergerac) – serie TV, episodio 9x03 (1991)
- Ester (Eshter), regia di Raffaele Mertes – film TV (1999)
- CSI - Scena del crimine (CSI: Crime Scene Investigation) – serie TV, 52 episodi (2004-2007; 2011)
- NCIS - Unità anticrimine – serie TV, episodi 6x22-6x23 (2009)
- Miami Medical – serie TV, episodio 1x04 (2010)
- Stargate Universe – serie TV, episodi 1x14, 2x02, 2x03, 2x04 (2010)
- The Mentalist – serie TV, episodio 4x16 (2012)
- Star-Crossed – serie TV, episodi 1x08, 1x09, 1x11, 1x12 (2014)
- Grimm – serie TV, 6 episodi (2014)
- Perception – serie TV, episodio 3x07 (2014)
- Lethal Weapon – serie TV, episodi 3x09, 3x13 (2018-2019)
- SEAL Team – serie TV, episodio 2x11 (2019)
- The Fix – serie TV, episodio 1x09 (2019)
- Le regole del delitto perfetto (How to Get Away with Murder) – serie TV, episodio 5x11 (2019)

## Doppiatrici italiane
Nelle versioni in italiano delle opere in cui ha recitato, Louise Lombard è stata doppiata da:
- Chiara Colizzi in After 2, After 3, After 4, After 5
- Roberta Greganti in C.S.I.: Scena del crimine, NCIS - Unità anticrimine
- Eleonora De Angelis in Ester, Le regole del delitto perfetto
- Emanuela Amato in Talos - L'ombra del faraone
- Tatiana Dessi in The Mentalist
- Valeria Falcinelli in Oceano di fuoco - Hidalgo
- Cristina Boraschi in Perception
- Antilena Nicolizas in Oppenheimer